# Friedrich Schock
Friedrich Schock (* 31. Oktober 1930; † 10. September 2017 in Waiblingen) war ein deutscher Politiker (CDU) und Abgeordneter im Landtag von Baden-Württemberg.

## Leben
Friedrich Schock  war seit 1963 Mitglied der CDU. Er wurde am 28. April 1968 bei der Landtagswahl in Baden-Württemberg 1968 in den Landtag in Stuttgart gewählt, für den traditionell liberalen Wahlkreis Schorndorf/Waiblingen 2, den der ehemalige Ministerpräsident Reinhold Maier (FDP/DVP) von 1946 bis 1964 stets direkt sechsmal in Folge gewonnen hatte. Schock erhielt mit 15.365 Stimmen (32,9 %) das Direktmandat, Guntram Palm (FDP/DVP) mit 13.723 Stimmen (29,4 %) das Zweitmandat, Karl Wahl (SPD) konnte mit 12.220 Stimmen (26,1 %) kein Mandat erringen.
Vor seiner Wahl in den Landtag sammelte Schock politische Erfahrung auf kommunalpolitischem Gebiet. So trat er 1962 – damals noch parteilos – für die Wahl zum Gemeinderat seiner Heimatstadt Schorndorf/Württ. auf der Liste der CDU an und wurde, da aus einer bekannten Unternehmer-Familie aus Schorndorf stammend, auf Anhieb gewählt. Von 1962 bis 1970 saß er für die CDU für zwei Perioden (1962–1966 und 1966–1970) im Stadtrat der Stadt Schorndorf.
In den Jahren 1965 bis 1977 war Friedrich Schock Vorsitzender der damaligen CDU des Landkreises Waiblingen, später dann der CDU Rems-Murr. Von 1965 bis 1979 war er Mitglied des Kreistags.
In seiner Zeit als CDU-Kreisvorsitzender ist es ihm gelungen, Guntram Palm, den Nachfolger Reinhold Maiers, der für diesen 1964 für die FDP/DVP  im Landtag nachgerückt war, zum Wechsel zur CDU zu bewegen. Palm, Fellbacher Oberbürgermeister seit 1966, verließ 1975 die FDP und trat zur CDU über. Ein Jahr später wurde Palm Staatssekretär in der Landesregierung unter Ministerpräsident Filbinger. In dieser Zeit hatte Friedrich Schock auch maßgeblichen Anteil daran, dass Horst Lässing CDU-Landrat des Rems-Murr-Kreises und Paul Laufs CDU-Bundestagsabgeordneter wurden.
Das Landtagsmandat übte Schock aber nur circa anderthalb Jahre lang aus und trat dann wieder zurück, weil ihm in Zeiten des großen Aufbaus der Firma Schock die Zeit für den Landtag fehlte. Für Frieder Schock rückte Günther Steeb am 10. Januar 1969 nach, der dann 1972 und 1976 zweimal für die CDU das Direktmandat holte.
Friedrich Schock war verheiratet und hatte mit seiner Frau Margarethe, geb. Landmesser, vier Söhne. Der Sohn Friedrich Schock jun. folgte seines Vaters Spuren und war von 1980 bis 1984 sowie von 1994 bis 2004 CDU-Gemeinderat in Schorndorf.

## Auszeichnungen
Für seine Verdienste erhielt er 1995 das Bundesverdienstkreuz am Bande und wurde mit der Wirtschaftsmedaille des Landes Baden-Württemberg ausgezeichnet.

## Werke
- Geschirr spülen zur Ehre Gottes – Lebensschau eines Unternehmers. Projektion J, Wiesbaden 1995
- Das runde Buch: Ganzheitlich Christ sein im 21. Jahrhundert. Selbstverlag, Schorndorf 2005
- Carbon und Silikon u. das "Reich Gottes" – Gereimte und ungereimte Lebens-Schau eines 83-jährigen Christen, Unternehmers und Querdenkers. Selbstverlag, Schondorf 2013
- Nachfolge Christi – Gestern und Heute – Mein Leben als Christ, Unternehmer und Querdenker. 2015